# Otiothops puraquequara
Otiothops puraquequara is een spinnensoort uit de familie Palpimanidae. De soort komt voor in Brazilië.